# Sven Tveskägg
Sven Tveskägg (på fornnordiska: Sveinn Tjúguskegg, på danska: Svend Tveskæg, på engelska: Sweyn Forkbeard) eller Sven Haraldsson, född cirka 960, död 3 februari 1014, var kung av Danmark 985–992 och 993–1014, och kung av England 1013–1014. Han utgjorde förmodligen den reella makten i Norge bakom Erik Håkonsson, tillsammans med den svenske kungen Olof Skötkonung, under åren 1000–1014.

## Biografi
Svens företrädare på den danska tronen var hans far, Harald Blåtand. även om källorna talar om ett allt annat än vänskapligt förhållande mellan dem. Enligt Adam av Bremen hette Svens mor Gunhild.

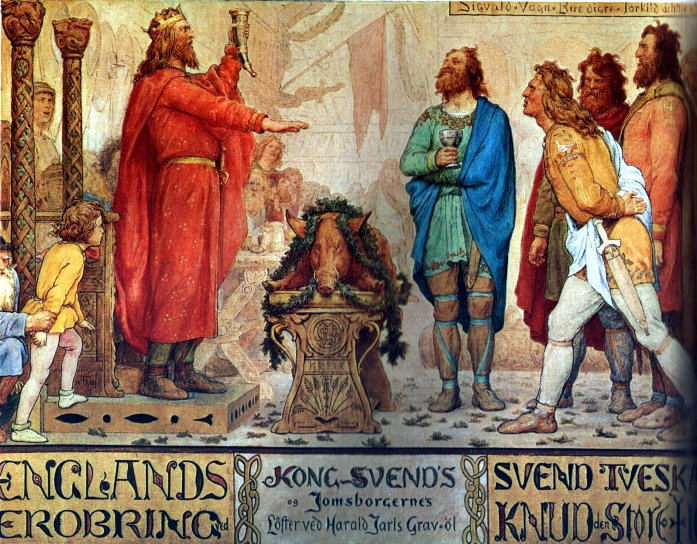
Sven Tveskägg och jomsvikingarna på Harald Blåtands begravning.

Under en kort period 992–993 förlorade Sven den danska kronan till den svenske kungen Erik Segersäll efter att denne inlett ett erövringståg mot Danmark som hämnd för Svens stöd till dennes rival Styrbjörn Starke i slaget vid Fyrisvallarna.[källa behövs] Han återtog dock den danska kronan då Erik blev sjuk och drog sig tillbaka redan följande år.[källa behövs]
År 1000 ska Sven Tveskägg, Olof Skötkonung och Erik jarl, enligt fornnordisk tradition och sagalitteratur, ha besegrat den norske kungen Olav Tryggvason i sjöslaget vid Svolder. Efter detta styrde förmodligen Sven, Olof och Erik Norge (åtminstone den södra delen av landet) tillsammans.
Sven var också den förste nordmannen som lade under sig England. Detta skedde efter att han sommaren 1013 seglat över Nordsjön med en invasionsarmé, med mål att störta den anglosaxiske kungen Ethelred II och lägga under sig öriket. Vid landstigningen i nordöstra England flydde Ethelred till Normandie, vilket lämnade fritt för Sven (som kallas Sweyn Forkbeard i de engelska kungalängderna) att utropa sig till kung även över England. Sven Tveskägg blev dock sjuk och avled den 2 eller den 3 februari 1014 i Gainsborough i England. Han efterträddes av Knut den Store som dock fördrevs från England kort efteråt av Ethelred, delvis med hjälp ifrån Olav den helige som fördrev danerna ifrån London.[källa behövs]

## Familj
Källorna motsäger varandra om hans gemål. Enligt isländska källor var han gift med Sigrid Storråda, som efter sin make Erik Segersälls död gift om sig med Sven. De två skulle ha blivit föräldrar till Knut, som var med på invasionsresan 1013 och efter faderns död tog över dennes danska välde runt Nordsjön. Stoftet efter Sven fördes till Danmark för begravning, möjligen i Roskilde men enligt vissa källor mer sannolikt i Trefaldighetskyrkan i Lund (den kyrka som han själv låtit uppföra – se ovan).
Enligt nordtyska källor, bland annat Adam av Bremen, var han i stället gift med den polska prinsessan Gunhild. Hon var troligen dotter till Mieszko I av Polen och Dubrawka av Böhmen.
Barn
1. Gyda, gift med jarlen Erik Håkonsson
2. Knut den store
3. Harald II av Danmark
4. Estrid Svensdotter av Danmark

## Betydelse
Sven Tveskägg grundade Lund i slutet av 900-talet, i samband med att han lät bygga en träkyrka på orten (Drotten i nuvarande Kattesund). Vid kyrkan anlades den sannolikt första kristna kyrkogården i Skåne. I samband med Lunds grundande övergavs sannolikt Uppåkra.
Genom segern vid Svolder och erövrandet av England skapade Sven ett nordsjövälde och ett av de största nordeuropeiska rikena. Dess yta ökades ytterligare på av sonen Knut.